# Малопіщанка
Малопіща́нка (рос. Малопесчанка) — село у складі Маріїнського округу Кемеровської області, Росія.
У період 1924-1930 років село Мало-Піщанка було центром Мало-Піщанського району.

## Населення
Населення — 719 осіб (2010; 800 у 2002).
Національний склад (станом на 2002 рік):
- росіяни — 97 %